# Grand Prix Formule 1 van Brazilië 1989
De Grand Prix Formule 1 van Brazilië 1989 werd gehouden op 26 maart 1989 in Jacarepagua.

## Uitslag
| Positie | Nr | Rijder                | Team                  | Ronden | Tijd/Opgave       | Startplaats | Punten |
| ------- | -- | --------------------- | --------------------- | ------ | ----------------- | ----------- | ------ |
| 1       | 27 | Nigel Mansell         | Ferrari               | 61     | 1:38:58.744       | 6           | 9      |
| 2       | 2  | Alain Prost           | McLaren-Honda         | 61     | + 7.809           | 5           | 6      |
| 3       | 15 | Maurício Gugelmin     | March-Judd            | 61     | + 9.370           | 12          | 4      |
| 4       | 20 | Johnny Herbert        | Benetton-Ford         | 61     | + 10.493          | 10          | 3      |
| 5       | 9  | Derek Warwick         | Arrows-Ford           | 61     | + 17.866          | 8           | 2      |
| 6       | 19 | Alessandro Nannini    | Benetton-Ford         | 61     | + 18.241          | 11          | 1      |
| 7       | 3  | Jonathan Palmer       | Tyrrell-Ford          | 60     | + 1 Ronde         | 18          |        |
| 8       | 12 | Satoru Nakajima       | Lotus-Judd            | 60     | + 1 Ronde         | 21          |        |
| 9       | 26 | Olivier Grouillard    | Ligier-Ford           | 60     | + 1 Ronde         | 22          |        |
| 10      | 4  | Michele Alboreto      | Tyrrell-Ford          | 59     | + 2 Rondes        | 20          |        |
| 11      | 1  | Ayrton Senna          | McLaren-Honda         | 59     | + 2 Rondes        | 1           |        |
| 12      | 30 | Philippe Alliot       | Larrousse-Lamborghini | 58     | + 3 Rondes        | 26          |        |
| 13      | 22 | Andrea de Cesaris     | Dallara-Ford          | 57     | + 4 Rondes        | 15          |        |
| 14      | 38 | Christian Danner      | Rial-Ford             | 56     | + 5 Rondes        | 17          |        |
| DNF     | 6  | Riccardo Patrese      | Williams-Renault      | 51     | Alternator        | 2           |        |
| DNF     | 10 | Eddie Cheever         | Arrows-Ford           | 37     | Botsing           | 24          |        |
| DNF     | 34 | Bernd Schneider       | Zakspeed-Yamaha       | 36     | Botsing           | 25          |        |
| DNF     | 7  | Martin Brundle        | Brabham-Judd          | 27     | Aandrijving       | 13          |        |
| DNF     | 16 | Ivan Capelli          | March-Judd            | 22     | Ophanging         | 7           |        |
| DNF     | 11 | Nelson Piquet         | Lotus-Judd            | 10     | Benzinesysteem    | 9           |        |
| DSQ     | 17 | Nicola Larini         | Osella-Ford           | 10     | Gediskwalificeerd | 19          |        |
| DNF     | 8  | Stefano Modena        | Brabham-Judd          | 9      | Aandrijving       | 14          |        |
| DNF     | 5  | Thierry Boutsen       | Williams-Renault      | 3      | Motor             | 4           |        |
| DNF     | 23 | Pierluigi Martini     | Minardi-Ford          | 2      | Chassis           | 16          |        |
| DNF     | 28 | Gerhard Berger        | Ferrari               | 0      | Botsing           | 3           |        |
| DNF     | 24 | Luis Perez-Sala       | Minardi-Ford          | 0      | Botsing           | 23          |        |
| DNQ     | 29 | Yannick Dalmas        | Larrousse-Lamborghini |        |                   |             |        |
| DNQ     | 25 | René Arnoux           | Ligier-Ford           |        |                   |             |        |
| DNQ     | 33 | Gregor Foitek         | EuroBrun-Judd         |        |                   |             |        |
| DNQ     | 31 | Roberto Moreno        | Coloni-Ford           |        |                   |             |        |
| DNPQ    | 21 | Alex Caffi            | Dallara-Ford          |        |                   |             |        |
| DNPQ    | 18 | Piercarlo Ghinzani    | Osella-Ford           |        |                   |             |        |
| DNPQ    | 39 | Volker Weidler        | Rial-Ford             |        |                   |             |        |
| DNPQ    | 32 | Pierre-Henri Raphanel | Coloni-Ford           |        |                   |             |        |
| DNPQ    | 41 | Joachim Winkelhock    | AGS-Ford              |        |                   |             |        |
| DNPQ    | 35 | Aguri Suzuki          | Zakspeed-Yamaha       |        |                   |             |        |
| DNPQ    | 36 | Stefan Johansson      | Onyx-Ford             |        |                   |             |        |
| DNPQ    | 37 | Bertrand Gachot       | Onyx-Ford             |        |                   |             |        |

## Wetenswaardigheden
- Het was de eerste Grand Prix voor Nigel Mansell in een Ferrari.
- Philippe Streiff was normaal rijder voor AGS, maar raakte verlamd na een crash in een test voor het seizoen.
- Het team FIRST werd niet toegelaten in het kampioenschap. Rijder Gabriele Tarquini kon na de crash van Streiff bij AGS terecht.
- Nicola Larini werd gediskwalificeerd voor een onreglementaire start.

## Statistieken
| Pole-position | Ayrton Senna     | McLaren-Honda    | 1:25.302 |
| Snelste ronde | Riccardo Patrese | Williams-Renault | 1:32.507 |

## Noot
- Dit was het debuut van de Zwitserse coureur Gregor Foitek, de Duitse coureurs Volker Weidler en Joachim Winkelhock, de Belgische coureur Bertrand Gachot, de Britse coureur (en toekomstig Grand Prix-winnaar) Johnny Herbert, en de Franse coureur Olivier Grouillard
- Dit was de 177ste Grand Prix-start voor Riccardo Patrese en hiermee vestigde hij het record als de meest ervaren coureur in de Formule 1 (tot op dat moment). Hij verbrak het gedeelde record (176 Grands Prix) van Graham Hill (1975) en Jacques Laffite (1986).
- Eerste podiumplaats voor Maurício Gugelmin.
- Vierde snelste ronde voor Riccardo Patrese en de eerste sinds de Grote Prijs van San Marino van 1983 - 92 Grands Prix ervóór. Hiermee vestigde Patrese een nieuw record voor de grootste tijdspanne tussen twee snelste rondes in. Hij verbrak het oude record van Jacques Laffite (65), gevestigd tijdens de Grote Prijs van Europa van 1985.

1972 · 1973 · 1974 · 1975 · 1976 · 1977 · 1978 · 1979 · 1980 · 1981 · 1982 · 1983 · 1984 · 1985 · 1986 · 1987 · 1988 · 1989 · 1990 · 1991 · 1992 · 1993 · 1994 · 1995 · 1996 · 1997 · 1998 · 1999 · 2000 · 2001 · 2002 · 2003 · 2004 · 2005 · 2006 · 2007 · 2008 · 2009 · 2010 · 2011 · 2012 · 2013 · 2014 · 2015 · 2016 · 2017 · 2018 · 2019